# Osilo
Osilo är en ort och kommun i provinsen Sassari i regionen Sardinien i Italien. Kommunen hade 3 007 invånare (2017).